# Vardan Minasyan
Vardan Minasyan (Erevan, 5 gennaio 1974) è un allenatore di calcio ed ex calciatore armeno.

## Palmarès

### Giocatore

#### Club
- Campionato armeno: 6

P'yownik: 1992, 1995-1996, 1996-1997, 2001, 2002, 2003
- Coppa d'Armenia: 2

P'yownik: 1995-1996, 2002
- Supercoppa d'Armenia: 2

P'yownik: 1997, 2002
- Coppa Svizzera: 1

Losanna: 1997-1998

#### Individuale
- Calciatore armeno dell'anno: 1

2001

### Allenatore
- Campionato armeno: 5

P'yownik: 2008, 2009, 2010
Ararat-Armenia: 2018-2019, 2019-2020
- Coppa d'Armenia: 3

P'yownik: 2009, 2010
Ararat-Armenia: 2023-2024
- Supercoppa d'Armenia: 4

P'yownik: 2010, 2011
Ararat-Armenia: 2019, 2024